# Famille de Sarriod
La famille de Sarriod (latin : de Sario), anciennement de Bard est une famille noble valdôtaine, mentionnée à partir au moins du XIIIe siècle.

## Héraldique
Les armes des Sarriod dérivent de la famille de Bard, qui possédait les mêmes armes que la famille de Bard en Lorraine. À la suite de la rébellion d'Hugues de Bard, le comte de Savoie oblige leur modification, devant être écartelée d'un pont surmonté d'une tour d'argent, maçonné de sable, sur un champ de gueules.
Les deux branches, l'aînée, d'Yblet dite d'Introd, et la cadette, des la Tour de St-Pierre, portent des armes différentes. L'aînée porte les armes pures des Sarriod.

## Armoiries
| Armes de Sarriod d'Intro | Les armes de la famille de Sarriod d'Intro se blasonnent ainsi : d'argent, à la bande d'azur chargée de trois lionceaux d'or armés et lampassés de gueules., ou une bande (d'azur sur champ d'argent) chargée de trois lions (d'or). |

| Armes de Sarriod de la Tour de St-Pierre | Les armes de la famille de Sarriod de la Tour de St-Pierre se blasonnent ainsi : d'argent, à la bande d'azur chargée de trois lionceaux d'or armés et lampassés de gueules auxquelles s'ajoute une tour de gueules maçonnées de sable, dans le canton sénestre de l'écu. |

## Histoire

### Famille de Bard
La tradition, reprise notamment par Pierre-Étienne Duc (1876), fait descendre la famille de Bard en vallée d'Aoste d'un cadet issu de la famille éponyme originaire de Lorraine. Léon Ménabréa, dans son étude Des origines féodales dans les Alpes occidentales (1865), considérait cette hypothèse comme peu probable, si ce n'est la même consonance des noms, et se limite aux sources qui démontre que cette famille possède de « vastes domaines et exerce un pouvoir qui de fait les rendait presque indépendant ».
Ses possessions étaient constituées du château ainsi que de la châtellenie de Bard, composée de « Donnas, Pont-Saint-Martin, Vert, Hône ainsi que la vallée latérale de Champorcher, avec une partie de la seigneurie d'Arnad », et elle possédait également le château et la seigneurie de Châtel-Argent, dont « dépendait les paroisses d'Arvier, de St-Nicolas, de St-Pierre, Villeneuve, Sarre et Chesallet, Valsavarenche, Introd, Rhême, avec plusieurs biens et fiers depuis Montjovet jusqu'à Carême ». 
La famille de Bard possède, dès le XIIe siècle, notamment château d'Introd, relevant de la seigneurie de Châtel-Argent.
Duc indique que la généalogie de cette famille remonterait à 1040. Ménabréa mentionne comme premier membre Evrard de Bard vers 1100, puis Hugues de Bard vers 1150.
Hugues de Bard prête serment, au début du XIIIe siècle, aux comtes de Savoie. 

### Rébellion de Hugues de Bard et conséquences
Hugues de Bard, fils d'Othon, est en conflit avec l'Église d'Aoste et se soulève contre le comte Amédée,. Il se voit priver de la châtellenie de Châtel-Argent, de même qu'en 1243, il abandonne ses droits sur la seigneurie de Bard et sa forteresse. Finalement, avec son frère, Anselme, ils remettent l'ensemble de la vallée au comte de Savoie.
Un troisième frère, Guillaume (Vuillerme), chevalier et coseigneur, reçoit de Hugues le château de Pont-Saint-Martin, donnant naissance à la tige de Pont-Saint-Martin.
Marc n'ayant pas pris le parti de son père, Hugues, de même que ses neveux, obtiennent, par traité avec le comte Amédée, les seigneuries de Sarre, d'Introd et de Sarriod, ainsi que d'autres biens,.

### Famille de Sarriod
Marc Sarriod s'établit dans une maison dite de Sarriod, dans la paroisse de Saint-Pierre. Cette implantation est à l'origine du nouveau nom, choisi pour « effacer à tout jamais le souvenir », selon Aubert. Cette tige obtient la garde d'une partie des six paroisses de la châtellenie de Châtel-Argent. 
Marc fit bâtir un tour qui s'appelait Turris Sariodorum, d'où provient le nom de famille, Sarriod d'Introd. Deux ans après, en 1244, Marc obtint la permission de sublimandi atque merlandi turrim à Introd, c'est-à-dire d'élever une tour et de la décorer avec des créneaux. Cela nous fait penser qu'à Introd existait déjà une tour. Marc de Bard a comme héritier  ses trois fils Pierre, Aymon et Mathieu dont l'ainé est désormais connu sous le nom de « Petrus condam dominus de Intro ». 

### Naissance des deux branches
Le 18 janvier 1420, la seigneurie de Sarriod est l'objet d'une division entre Yblet et Jean Sarriod, pour laquelle on a recours au prince de Savoie. Cette date marque la naissance de deux branches :  Yblet, l'aîné, reçoit le fief et le château d'Introd, tandis que son cadet, Jean, obtient la maison-forte de la Tour de Sarriod. Ses descendants prennent le surnom de la Tour.
Les Sarriod habitèrent ce château jusqu'à 1921, lorsque le dernier héritier mourut. Le château d'Introd appartint aux Sarriod jusqu'à 1648, lorsqu'il fut cédé au noble aostois Pierre-Philibert Roncas, qui le céda ensuite à la famille Calani.

## Personnalités
Famille de Bard
- Obert de Bard, chanoine, puis évêque d'Ivrée[4].

Famille (de) Sarriod
- Rodolphe Sarriod, bailli du Chablais et châtelain de Chillon (mars 1289 - mars 1292)[3]
- Pierre Sarriod d'Introd

Parmi les membres les plus connus de cette famille il faut rappeler Pierre Sarriod d'Introd, bailli d'Aoste, qui épousa  le 6 décembre 1449, Catherine de Challant fille de François de Challant, seigneur de Verrès et premier comte de Challant. 
Il lutta avec sa femme pour défendre les fiefs de Verrès, de Challand, d'Issogne et de Graines, qui avaient été confiés en héritage par le comte François à ses filles Catherine et Marguerite, à la suite des revendications avancées par la branche  d'Aymavilles de la Maison de Challant. Pierre mourut dans une embuscade près de Barmachande à Montjovet en 1456, lorsqu'il courait à l'aide de sa femme assiégée à Châtillon. Quelques mois après, Catherine fut obligée de se rendre et de céder ses terres au cousin Jacques de Challant-Aymavilles.